# Inger Sundh
Inger Cecilia Margaret Sundh, född 18 mars 1952 i Brännkyrka församling, Stockholm, död 20 mars 2020 i Rödön, Jämtland, var en svensk skådespelare.

## Filmografi
- 1969 – Eva – den utstötta
- 1971 – Någon att älska
- 1971 – Dagmars heta trosor
- 1973 – Baksmälla
- 1974 – Flossie
- 1975 – Champagnegalopp